# 이맹현선생묘
이맹현선생묘(李孟賢先生墓)는 대한민국 경기도 남양주시 와부읍 도곡리에 있는, 조선 전기의 문신 이맹현(1436∼1487)의 묘지이다. 1987년 2월 12일 경기도의 기념물 제114호로 지정되었다.

## 개요
조선 전기의 문신 이맹현(1436∼1487)의 묘지이다.
세조 2년(1456)에 생원시에 합격하고 세조 6년(1460)에 과거에 급제한 뒤 여러 관직을 두루 거쳐 세종 29년(1447)에는 홍문관 부제학에 올랐다. 세조 10년(1464)에『동국통감』을 편찬하는데 참여하였고, 성종 6년(1475)에 조정에서 경회루를 고쳐지어야 한다는 논의가 일어났을 때, 백성들이 극심한 가뭄에 시달리고 있는 시기에 건축물을 새로 짓거나 증축하는 것을 금지해야 한다고 주장하였다.
부인 파평 윤씨와의 합장묘이고, 좌우에는 문인석이 1쌍 있다. 묘 앞에는 성종 19년(1488)에 허침(許琛)이 글을 지어 세운 묘비 2기와 1956년에 후손들이 옛 묘비의 내용을 그대로 옮겨 적어 세운 1기의 묘비가 있다.

## 같이 보기
- 이맹현

## 참고 문헌
- 이맹현선생묘 - 국가유산청 국가유산포털